# Alaska (Maggie Rogers)
Alaska è il primo singolo discografico della cantante statunitense Maggie Rogers, pubblicato nel 2016 ed estratto dall'EP Now That the Light Is Fading.

## Tracce
- Download digitale

1. Alaska – 3:08

## Video
Il videoclip della canzone è stato diretto da Zia Anger.

## Classifiche
| Classifica (2016–17)                   | Posizione raggiunta |
| -------------------------------------- | ------------------- |
| US Adult Alternative Songs (Billboard) | 13                  |
| US Hot Rock Songs (Billboard)          | 18                  |